# Natasha Richardson
Natasha Richardson (London, 11. svibnja 1963. – New York, 18. ožujka 2009.) je bila engleska glumica. Bila je kći engleske glumice Vanesse Redgrave i redatelja Tonyja Richardsona. U početku svoje karijere je glumila Mary Shelley i Patty Hearst u igranim filmovima. 1993. je dobila nagradu Theatre World Award za ulogu u Anne u predstavi Anna Christie. 1998. je dobila nagradu Tony za ulogu Sally Bowles u mjuziklu Cabaret. Značajne uloge ostvarila je u filmovima Patty Hearst, The Handmaid's Tale, Nell, Zamka za roditelje i Dogodilo se na Manhattnu.

## Rani život
Natasha Richardson rođena je 11. svibnja 1963. u Londonu. Kćer je glumice Vanesse Redgrave i redatelja Tonyja Richardsona. Imala je sestru Joely Richardson, polubrata Carla Gabriela Nera i polusestru Katharine Grimond Hess. 1967. su joj se rastali roditelji. Sljedeće godine ostvarila je svoju prvu nepotpisanu ulogu u filmu The Charge of the Light Brigade kojeg je režirao njen otac. Školovala se u školama Lycée Français Charles de Gaulle i St Paul's Girls' School. Završila je školu Central School of Speech and Drama.

## Karijera

### Kazalište
Svoju karijeru je započela u kazalištu West Yorkshire Playhouse u Leedsu. Prvu profesionalnu ulogu ostvarila je 1985. u Londonskom kazalištu West End theatre u predstavi Galeb. Malo nakon toga nastupala je u mjuziklu High Society. 1998. glumila je Sally Bowles u mjuziklu Cabaret, te za tu ulogu dobila nagradu Tony. 2005. je s glumcem Johnom C. Reillyem glumila u predstavi Tramvaj zvan čežnja. 2009. je s majkom glumila u mjuziklu Mala noćna muzika.

### Film
1986. je glumila Mary Shelley u filmu Gothic. Nakon toga je 1987. glumila s Colinom Firthom i Kennethom Branaghom u filmu A Month in the Country. 1988. je glumila Patriciu Hearst u filmu Patty Hearst. 1990. je glumila u filmovima The Handmaid's Tale i The Comfort of Strangers. 1991. je zajedno s Bobom Hoskinsom glumila u filmu The Favour, the Watch and the Very Big Fish. 19994. je dobila nagradu za najbolju glumicu na festivalu Karlovy Vary International Film Festival za ulogu u filmu Widows' Peak. Iste je godine ostvarila značajnu ulogu s Jodie Foster u filmu Nell. Također je ostvarila značajne uloge u filmovima Zamka za roditelje, Blow Dry, Chelsea Walls, Waking Up in Reno, Dogodilo se na Manhattnu i Asylum.

## Ozljeda i smrt
16. ožujka 2009. je zadobila tešku ozljedu glave na skijanju u Mont Tremblant Resortu. Nakon pada mogla je hodati i normalno pričati, te je odbila pomoć lječnika. Nakon pada se vratila u svoju hotelsku sobu. Tri sata nakon je prevezena u lokalnu bolnicu Sainte-Agathe-des-Monts. Odande je prevezena u bolnicu Hôpital du Sacré-Cœur de Montréal u kritičnom stanju. Sljedećeg dana je zrakoplovom prevezena u bolnicu Lenox Hill Hospital u New Yorku gdje je 18. ožujka umrla. Uzrok smrti bio je Epiduralni hematom zbog tupog udarca u glavu.